# Batidão Tropical
Batidão Tropical é o quarto álbum de estúdio do cantor e drag queen brasileiro Pabllo Vittar, lançado em 24 de junho de 2021, através da Sony Music Brasil.
Com 3 faixas inéditas e 6 regravações de músicas dos anos 2000 que foram famosas nas regiões Norte e Nordeste, Batidão Tropical foi produzido por Victor Gabriel Weber, Maffalda, Rodrigo Gorky, Zebu, Slashrr e TIN e é considerado o álbum "mais brasileiro" de Vittar, trazendo de volta as origens da intérprete.

## Antecedentes
Vittar lançou seu terceiro álbum de estúdio 111 em março de 2020. Em dezembro de 2020, em entrevista à revista GQ, Vittar afirmou que lançaria um "álbum de verão": "Se deus quiser, ano que vem já vai estar tudo check, meu amor vou vir com o sangue nos olhos. Turnê nova, novo conceito, tô preparando um álbum de verão, tem várias coisas que não posso falar, mas vai ter muita música nova, os fãs vão sair do deserto…". Em fevereiro de 2021, durante o Domingão do Faustão, Vittar disse que lançaria dois projetos musicais em 2021: "Estou preparando dois trabalhos focados no mercado internacional e nacional. Nunca vou esquecer meus VittarLovers brasileiros". Em março de 2021, Vittar revelou que o álbum estava pronto. O lançamento do álbum foi adiado devido a pandemia de COVID-19. No final de maio de 2021, Vittar deu dicas sobre o álbum, afirmando que participou da composição e especulando o título com as letras "B" e "T", dando a entender que essas são as iniciais do título.
Em junho de 2021, durante uma entrevista ao G1, o produtor Rodrigo Gorky revelou que o álbum é "extremamente brasileiro".

## Composição e produção
"Tem muito forró, mas não é só forró. É uma das linhas onde a gente foi buscar referências. Tem tecnobrega, bachata, uma pitada de eletrônico, porque a gente adora misturar. Mas vocês vão ver uma pegada muito mais forte do forró, do tecnobrega e do tecno melody. É um álbum exaltando muito o Norte e o Nordeste"

—Pabllo Vittar, comentando sobre as faixas do álbum ao site POPline.
Batidão Tropical tem como sonoridade principal o forró eletrônico, mas nele também é apresentado duas faixas de tecnobrega, ritmo popular do estado do Pará, especialmente na capital Belém. Das nove faixas, três são originais e o restante são regravações de bandas que fizeram sucesso nos anos 2000 e que marcaram a infância de Vittar.
As duas primeiras faixas, "Ama Sofre Chora" e "Triste com T" contam uma história romântica, começando com um casamento malsucedido (da "piranha" que também ama) e que termina com a lua de mel solitária do eu lírico (triste e com "tesão").  "Zap Zum" e "Bang Bang" são regravações de forró eletrônico da banda Companhia do Calypso, grupo que gravava forró, calypso e brega no qual o artista já revelou ser fã em diversas ocasiões. "Ânsia" é um brega, originalmente a canção escrita por Esdras Azevedo foi lançada pela banda pernambucana Brega.com, com vocais de Eliza Mell. A artista elogiou a regravação de Vittar por manter a essência da versão original e a sensação nostálgica que lhe trouxe: "Porém, o que me deixou extremamente encantada e feliz foi que ela preservou a essência da música original. Pabllo gravou um brega, o colocando em lugar de destaque no cenário mundial da música. Onde o brega sempre deveria estar". Ao comentar sobre "Ânsia", Vittar diz esperar que Mylla Karvalho – ex-vocalista do Companhia do Calypso e no qual se inspirou para regravar a faixa – "ouça e sinta muito orgulho de mim, porque eu amo ela". "Apaixonada", uma faixa orientada no tecnobrega, é uma regravação da Banda Batidão, esta que Vittar descreve como uma de suas favoritas. "Ultra Som" é uma faixa regravada do grupo de tecnobrega Ravelly, com uma nova roupagem orientada com sintetizadores. "Não É Papel de Homem", canção baseada no ritmo do calypso, é uma regravação da banda Kassikó.
Em julho de 2021, Manu Batidão (ex-vocalista da Banda Batidão) declarou em entrevista a um podcast que Vittar não teria dado os créditos pela regravação de "Apaixonada", canção que escreveu com Deyvid Carvalho. Após a repercussão, a empresa que agencia a carreira da artista reafirmou tais declarações, reforçando que a artista e o compositor não haviam autorizado a gravação e que a editora da canção desconhecia qualquer autorização. A assessoria de Vittar negou as acusações, afirmando apenas que a canção, "assim como todas as regravações do álbum Batidão Tropical, [...] foram autorizadas e cumpriram todos os trâmites necessários para a divulgação".

## Lançamento e promoção
Em 11 de junho, Vittar especulou o lançamento do álbum, após tweetar "BT IS COMING! alguém me segureeeeeeee". Batidão Tropical foi anunciado em 16 de junho de 2021, junto com sua data de lançamento e capa. O álbum foi lançado para download digital e streaming em 24 de junho de 2021 através da Sony Music Brasil.

### Singles
O primeiro single de Batidão Tropical, "Ama Sofre Chora", foi lançado em 6 de maio de 2021. A canção debutou no 14º lugar no Spotify Brasil, tornando-se sua maior estreia solo na plataforma. O seu vídeo musical, dirigido por Vittar e Flávio Verne foi lançado em 7 de maio. "Triste com T" foi lançado como segundo single em 24 de junho de 2021, junto com o lançamento do álbum. O vídeo musical foi dirigido por Vittar e Verne e lançado no dia seguinte. O terceiro single, "Bang Bang" foi lançado em 23 de setembro de 2021.

### Outras canções notáveis
Apesar de não ser um single, "Zap Zum" acabou ganhando notoriedade após o jogador de vôlei Douglas Souza divulgar a faixa nos stories do Instagram afirmando ser "o hit das olimpíadas". Após a repercussão do vídeo de Douglas, a faixa foi tocada diversas vezes nos Jogos Olímpicos de Verão de 2020 e a gravadora acabou por promovê-la nas redes sociais com o mesmo slogan de Douglas Souza para divulgar o álbum. A canção se tornou um sucesso comercial entrando no top 200 do Spotify na posição 185.

## Recepção

### Crítica
Eduardo Marcelo do site Escuta Aí disse: "Depois de um álbum morno (111), Batidão Tropical é um resultado revigorante e marcante para a carreira da drag.", dando nota 85/100. Pedro Antunes do Splash disse que o álbum "traz o forró retrô já eletrificado dos anos 2000 somado a forró futurista e sintético. Uma ambiguidade adorável" e que "é o mais puro suco de Brasil. Deliciosamente melancólico. Ou melancolicamente dançante.".
O site PopMatters elegeu o disco como um dos melhores do pop nacional de 2021. Batidão Tropical foi eleito um dos 50 melhores álbuns nacionais de 2021 pela APCA. O site Omelete elegeu o disco como um dos melhores de 2021. O álbum foi eleito um dos melhores do ano pelo G1.

### Prêmios e indicações
| Ano  | Prêmio                                | Categoria             | Resultado | Ref.   |
| ---- | ------------------------------------- | --------------------- | --------- | ------ |
| 2021 | MTV Millennial Awards Brasil          | Álbum ou EP do Ano    | Venceu    | [ 38 ] |
| 2021 | Prêmio TodaTeen                       | Melhor Álbum Nacional | Venceu    | [ 39 ] |
| 2021 | Prêmio Multishow de Música Brasileira | Gravação do Ano       | Venceu    | [ 40 ] |

## Lista de faixas
| N.º            | Título                 | Compositor(es)                                                  | Produtor(es)     | Duração |  |
| 1.             | "Ama Sofre Chora"      | Matheus Santos Rodrigo Gorky Maffalda Pablo Bispo Zebu          | Brabo Music Team | 2:31    |  |
| 2.             | "Triste com T"         | Arthur Marques Gorky Maffalda Bispo Zebu Santos                 | BMT Victor Weber | 2:12    |  |
| 3.             | "A Lua"                | Pabllo Vittar Alice Caymmi Zebu Gorky Maffalda Vivian Kuczynski | Zebu Maffalda    | 2:35    |  |
| 4.             | "Ânsia"                | Esdras Azevedo                                                  | BMT              | 2:59    |  |
| 5.             | "Apaixonada"           | Deyvid Carvalho                                                 | BMT              | 2:27    |  |
| 6.             | "Ultra Som"            | Maxsandro Sandra Raveli                                         | BMT Weber        | 1:54    |  |
| 7.             | "Zap Zum"              | Ari Carvalho Isaac Maraial                                      | BMT              | 2:47    |  |
| 8.             | "Não É Papel de Homem" | Marquinhos Maraial Bispo Jr.                                    | BMT Slashrr      | 2:46    |  |
| 9.             | "Bang Bang"            | Carvalho Edu Luppa                                              | BMT TIN          | 2:54    |  |
| Duração total: | Duração total:         | Duração total:                                                  | Duração total:   | 23:05   |  |

## Histórico de lançamento
| País   | Data                | Formato(s)                 | Gravadora  | Ref.   |
| ------ | ------------------- | -------------------------- | ---------- | ------ |
| Vários | 24 de junho de 2021 | Download digital streaming | Sony Music | [ 23 ] |